# Curly (scout)
Ashishishe (o ShiShi'esh), noto come Curly o Curley (territorio del Montana, 1856 – Little Big Horn, 1923), è stato un militare statunitense, ricognitore e interprete per il 7th Cavalry Regiment del tenente colonnello George Armstrong Custer durante la battaglia del Little Bighorn e, successivamente, facente parte della polizia Crow.

## Biografia
Ashishishe (ma anche Shishi'esh, ovvero Corvo), conosciuto come Curly o anche Curley, di etnia Crow, fu una guida nativa dell’esercito degli Stati Uniti durante la Grande guerra Sioux del 1876, maggiormente noto per essere stato uno dei pochi sopravvissuti alla Battaglia del Little Big Horn nel corso della quale la colonna del 7º reggimento di cavalleria, costituita da 210 unità e comandata dal tenente colonnello George Armstrong Custer, venne annientata.
Figlio di Forte Orso,  nacque nel territorio del Montana intorno al 1856. Visse nella riserva Crow nei pressi di Pryor Creek e sposò Donna Uccello.
Si arruolò nell'esercito statunitense come guida nel 1876 e nello stesso anno servì nel 7º reggimento di cavalleria del tenente colonnello Custer, nel corso della campagna conclusasi con il massacro dei componenti la colonna capeggiata dallo stesso ufficiale nella battaglia di Little Big Horn. Con lui svolgevano la medesima attività di guida altri appartenenti alla stessa etnia: Uomo Bianco lo Insegue (White Man Runs Him), Va Avanti (Goes Ahead), Mocassino Peloso (Hairy Moccasin), Cigno Bianco (White Swan) e Mezza Faccia Gialla (Half Yellow Face) capo delle guide.
Quando Custer divise le sue forze in quattro distaccamenti separati, Mezza Faccia Gialla e Cigno Bianco furono assegnati al distaccamento del maggiore Marcus Reno, mentre Curly, e le rimanenti guide Crow seguirono la colonna capeggiata da Custer pur non prendendo parte attivamente al combattimento finale. Le guide dichiararono infatti che era stato loro ordinato di tornare indietro prima dell’inizio della battaglia.
Curly si separò da Uomo Bianco lo Insegue, Va Avanti e Mocassino Peloso e assistette da lontano alla disfatta di Custer.
Un giorno o due dopo, raggiunse il “Far West”, battello fluviale che fungeva da comando mobile dello Stato Maggiore del generale Alfred Terry, che capeggiava le forze coinvolte nella Grande Guerra Sioux, alla confluenza tra i fiumi Big Horn e Little Big Horn. Suo fu il primo rapporto, tradotto da interpreti e corredato di disegni, relativo alla sconfitta del 7º cavalleria e sua fu la prima versione fornita alla stampa che venne pubblicata sul Helena (Montana) Herald del 15 luglio 1876, ovvero solo 20 giorno dopo la battaglia del Little Big Horn combattuta il 25 giugno dello stesso anno.
Pur non avendo preso materialmente parte alla battaglia del Little Big Horn, Curly divenne ben presto un protagonista della storia quando di questa si impadronirono la stampa e l’opinione pubblica: dapprima si sparse la voce che aveva preso parte al combattimento ma che era riuscito a fuggire; successivamente fu lo stesso Curly a mettere in giro la voce che aveva effettivamente combattuto al Little Big Horn, ma che si era salvato facendosi scambiare per un guerriero Lakota. Successivamente, inoltre, Curly modificò il racconto narrando che alla morte di Custer e dei suoi uomini, si era salvato sventrando un cavallo abbattuto e nascondendosi al suo interno.
Quando l’agenzia Crow venne trasferita, nel 1884, proprio nella valle dei Little Big Horn, a breve distanza dal luogo del combattimento, Curly vi si trasferì ed entrò a far parte della polizia Crow. Nel 1886 divorziò da Donna Uccello e sposò Prendi Uno Scudo; sua figlia Awakuk Korita ha Sakush (Nata di un Altro Anno) assunse il nome inglese Nora.
Lasciò il servizio attivo e ricevette la pensione dell’esercito nel 1920.
Morì di polmonite nel 1923 e venne sepolto nel cimitero dei caduti della battaglia del Little Big Horn a meno di 2 Km. dalla sua abitazione.